# Marceli Landsberg
Marceli Landsberg (ur. 28 marca 1890 w Tomaszowie Mazowieckim, zm. 25 czerwca 1951 w Łodzi), polski lekarz, specjalista w zakresie chorób wewnętrznych i zakaźnych, profesor Akademii Medycznej w Łodzi.

## Życiorys

### Rodzina
Był młodszym synem przemysłowca Aleksandra (Abrama Lejba) Landsberga, i Łaji vel Eleonory, córki fabrykanta tomaszowskiego Hilela vel Hilarego Landsberga i Chany z Mendelsburgów. W młodości bezskutecznie starał się o rękę pięknej tomaszowianki Stefanii Marchewianki (1894-1991), późniejszej żony Juliana Tuwima. Poślubił Marię z domu Sachs, z którą miał dwie córki Annę zamężną Haar (1921-1984) i Elżbietę Janinę (ur. 1925).

### Edukacja
Uczęszczał do Gimnazjum Realnego w Piotrkowie Trybunalskim. W 1905 brał udział w strajku szkolnym na rzecz wprowadzenia języka polskiego do szkół średnich, za co został relegowany. Szkołę średnią ukończył w Odessie, gdzie zdał maturę. W 1908 podjął studia medyczne na Uniwersytecie w Berlinie, skąd przeniósł się do Fryburga Badeńskiego. Tamże w 1913 otrzymał stopień doktora nauk lekarskich „magna cum laude” na podstawie dysertacji pt. „Studien zur Lehre von der Blutgerinnung” (Studia nad zagadnieniem krzepnięcia krwi), opublikowanej na łamach czasopisma „Biochemische Zeitschrift“ (1913, R. 50). W latach 1912–1914 zdobywał specjalizację jako wolontariusz w klinice chorób wewnętrznych we Fryburgu Badeńskim, potem w Greifswaldzie. W 1914 nostryfikował dyplom lekarski na Uniwersytecie Kijowskim.

### Praca zawodowa
Podczas pierwszej wojny światowej służył w armii carskiej jako lekarz polowy. W latach 1918–1926 pracował jako starszy asystent w 2. Klinice Chorób Wewnętrznych Uniwersytetu Warszawskiego, następnie (1926–1934) był lekarzem-wolontariuszem w szpitalu na Czystem w Warszawie i w Państwowym Zakładzie Higieny. W latach 1934–1939 łączył funkcję ordynatora i kierownika oddziału wewnętrznego w szpitalu na Czystem.

## II wojna światowa
Po wybuchu drugiej wojny światowej uciekł do Lwowa. Początkowo był ordynatorem w sowieckim szpitalu polowym, potem (od lipca 1941 do kwietnia 1942) był ordynatorem w szpitalu żydowskim we Lwowie. W maju 1942 przedostał się nielegalnie do getta w Warszawie, gdzie przebywała jego rodzina. W szpitalu getta dobrowolnie pełnił obowiązki konsultanta internistycznego. Brał także udział w tajnych szkoleniach dla lekarzy i studentów medycyny. Jesienią 1942 wraz z córkami uciekł z getta warszawskiego. Ukrywał się pod przybranym nazwiskiem, pracował jako pielęgniarz i lekarz. Brał udział w działalności konspiracyjnej.

### Praca naukowa
Po wojnie osiedlił się w Łodzi. W czerwcu 1945 został ordynatorem w Szpitalu Ojców Bonifratrów na Chojnach, jednak wkrótce opuścił to stanowisko z powodu złego stanu zdrowia (choroba serca) nadwątlonego z powodu ciężkich przeżyć wojennych. Po odbyciu kuracji objął w listopadzie 1946 funkcję ordynatora w szpitalu na Radogoszczu.
Od roku akademickiego 1948/1949 prowadził wykłady i ćwiczenia z dziedziny chorób wewnętrznych dla studentów Wydziału Stomatologicznego Akademii Medycznej w Łodzi. W styczniu 1949 habilitował się na Wydziale Lekarskim Uniwersytetu Łódzkiego na podstawie rozprawy „O wlewaniach wody do jelita grubego w przypadkach azotemii” („Polski Tygodnik Lekarski” 1948 nr 37/38, s. 1105-1110). Wkrótce uzyskał tytuł docenta na podstawie dotychczasowego dorobku naukowego (ok. 50 prac w pięciu językach). 1 października 1950 objął kierownictwo Kliniki Chorób Zakaźnych Akademii Medycznej w Łodzi. 11 kwietnia 1951 został profesorem nadzwyczajnym chorób zakaźnych Wydziału Lekarskiego AMŁ. Był sekretarzem Zarządu Głównego Polskiego Towarzystwa Endokrynologicznego. Opublikował ponad 50 prac naukowych w czasopismach polskich i zagranicznych.